# Кельтська церква

Кельтський хрест, один із символів кельтської церкви

Кельтська церква — загальна назва для християнської церковної організації Ірландії, Британії, Уельсу, Шотландії і Бретані, що була поширена у другій половині 1-го тисячоліття — на початку 2-го тисячоліття нашої ери.

## Історія
Християнство у кельтів на Британських островах з'являється у II—III ст. н. е. стараннями місіонерів з європейського континенту. Особливо міцно воно вкорінюється в Ірландії, що не була римською провінцією. Вона й стає головним центром кельтського християнства у наступні століття. У VI-VII ст. Ірландія експортувала близько 115 святих мужів до Німеччини, 45 - до Франції, 44 - до Англії, 36 - на територію сучасної Бельгії, 25 - до Шотландії, 13 - до Італії. Видатним представником цієї церкви був святий Колумбан.
У VI—VII столітті наростає суперництво між кельтською і католицькою (папською) церквами через християнізацію Англії, населеної до того часу германськими племенами англів, саксів і ютів. На соборі в Уїтбі (Нортумбрія) в 664 році у богословському диспуті перемогли представники папської церкви, внаслідок чого католицький обряд став переважати не тільки в Англії, але й в Уельсі і Шотландії. В Ірландії кельтська церква припинила своє існування в XII столітті, коли країна була захоплена Англією.

## Особливості
Основна відмінність кельтської церкви від католицької — це більша повага до праць античних авторів, у тому числі грецьких, Старого завіту, а також у панівній ролі монастирів. Вона увібрала в себе велику кількість місцевих кельтських традицій, і, по суті, була громадським інститутом, очолюваним кельтською знаттю. Також відмінністю двох поширених у Британії обрядів (кельтського і римського) був спосіб розрахунку церковних свят, внаслідок чого Великдень у різних церквах припадав на різні дні.